# Per Bowallius
Per Robert Bowallius, född 1964, är en svensk tidningsdirektör.
Under 1990-talet arbetade Bowallius som personalchef för IDG. Han var därefter personaldirektör på Svenska Dagbladet fram till år 2001 när han blev vd för E+T Förlag. Han lämnade E+T år 2003 för att bli vd för Gratistidningar i Stockholm AB (Gisab).
År 2013 lämnade han Gisab för att bli operativ chef på Promedia. Den 1 mars 2014 blev han vd för Promedia. När Promedia köptes av Mittmedia i början av 2016 blev Bowallius försäljningschef i det sammanslagna bolaget. I juli 2016 blev han dock vd för Mittmedia. Bowallius lämnade vd-posten efter att Mittmedia köptes av Bonnier i början av 2019.